# Dale Jarrett
Dale Arnold Jarrett, más conocido como Dale Jarrett (Conover, Carolina del Norte, Estados Unidos, 26 de noviembre de 1956) es un piloto, dueño de equipo y periodista de automovilismo estadounidense. Fue campeón de la Copa NASCAR en 1999, subcampeón en 1997, tercero en 1996 y 1998, cuarto en 1993 y 2000 y quinto en 2001.
Jarrett acumuló 32 victorias en la categoría, entre ellas tres en las 500 Millas de Daytona de 1993, 1996 y 2000, y 163 top 5. Asimismo, ganó el Shootout de Daytona de 1996, 2000 y 2004.
Desde 2007 hasta 2014, Jarrett fue periodista en las transmisiones de la NASCAR de la cadena de televisión ESPN. En 2015 siguió como periodista de NASCAR en la cadena NBC.

## Carrera deportiva
Jarrett comenzó a competir en automovilismo en el óvalo de Hickory, cercano a su pueblo natal y que era propiedad de su padre, el bicampeón de la Copa NASCAR Ned Jarrett. Luego disputó la NASCAR Busch Series, donde resultó sexto ese año, quinto en 1983, cuarto en 1984, quinto en 1985, cuarto en 1986 y quinto en 1987, logrando dos victorias.
Su debut en la Copa NASCAR fue en el año 1984, cuando disputó tres carreras. En 1986 disputó una, aunque estacionó el automóvil a las pocas vueltas. En 1987, Jarrett corrió a partir de la sexta fecha con un Chevrolet del equipo de Eric Freedlander, logrando dos décimos lugares y terminando 26º en el clasificador como segundo mejor novato. En 1988 disputó todas las carreras del calendario debiendo rotar de equipos frecuentemente, en particular un Oldsmobile de Cale Yarborough y un Buick de Hoss Ellington. Su mejor resultado fue un octavo en el autódromo de Riverside, y quedó 23º en el campeonato. Yarborough contrató como titular al norcarolino para la temporada 1989. Obtuvo dos quintos y cinco top 10, con lo cual resultó 17º.
Los hermanos Wood ficharon a Jarrett para que corra con un Ford a partir de la sexta fecha de la Copa NASCAR 1990. Cosechó siete top 10 y terminó 25º en el clasificador final. El piloto retuvo el puesto para 1991, año en que logró su primera victoria en la categoría en el superóvalo de Michigan. Acumuló ocho top 10 y quedó 17º en el campeonato.
En la temporada 1992, Jarrett volvió a correr con Chevrolet, ahora en el recién fundado equipo de Joe Gibbs. Consiguió un segundo puesto, un tercero y ocho arribos entre los primeros diez, con lo que terminó en la 19.ª posición. En 1993, el equipo dio un salto de calidad. El piloto ganó las 500 Millas de Daytona y acumuló 13 top 5 y 18 top 10 en las 30 carreras del calendario, con lo que terminó cuarto en el campeonato. En 1994, Jarrett logró una victoria, dos cuartos, un quinto y apenas nueve top 10, de modo que finalizó 13º y dejó el equipo.
Jarrett se unió en 1995 al equipo Yates, donde correría con Ford durante varias temporadas seguidas. En su primer año, logró una victoria, nueve top 5 y 14 top 10, que le significaron terminar 13º. En 1996 comenzó su etapa como piloto de primer nivel, adoptando el número 88. Logró victorias en cuatro carreras, entre ellas las 500 Millas de Daytona, las 600 Millas de Charlotte y las 400 Millas de Brickyard (cuando inició la tradición de festejar besando los ladrillos de la línea de meta). Sumadas a 17 top 5, quedó colocado en el tercer lugar en el campeonato, detrás de Terry Labonte y Jeff Gordon. En 1997 logró siete victorias y 20 top 5, pero los resultados de Gordon fueron aún mejores y debió conformarse con el subcampeonato.
En 1998, Jarrett ganó tres carreras y consiguió 19 top 5, quedando tercero varios puntos por detrás de Gordon y Mark Martin. La temporada 1999 fue mucho más pareja, y el norcarolino aprovechó para ganar en cuatro ocasiones (una de ellas en las 400 Millas de Brickyard) y terminar entre los primeros cinco en 24 de 34 carreras, y así obtener su única Copa NASCAR.
El piloto ganó dos carreras en 2000, entre ellas su tercera edición de las 500 Millas de Daytona, y sumó 15 top 5, lo cual le bastó para quedar cuarto detrás de Bobby Labonte, Dale Earnhardt y Jeff Burton. En 2001, terminó quinto en el campeonato al lograr cuatro victorias pero solamente 12 arribos entre los primeros cinco. En 2002, logró dos triunfos y 10 top 5, de modo que finalizó noveno en el campeonato de pilotos.
Desde 2003 hasta 2006, Jarrett logró solamente dos victorias y 12 top 5, y nunca clasificó entre los diez primeros. El piloto dejó los Ford de Yates por los Toyota de Michael Waltrip en la temporada 2007. Ese año logró un 17º y un 19º como mejores resultados, y no clasificó a varias carreras, por lo que terminó 41.º en el campeonato. En 2008, el norcarolino disputó las primeras cinco fechas y la Carrera de las Estrellas de la NASCAR, tras lo cual se retiró como piloto.
Jarrett fue piloto de tiempo parcial en la NASCAR Busch Series desde 1988 hasta 1998, disputando entre 10 y 18 carreras por año y ganando nueve de ellas. Corrió para su propio equipo desde 1991 hasta 1998. En 1997 y 1998 también tuvo como piloto a su hijo Jason Jarrett.
También disputó la International Race of Champions en 1994 y desde 1996 hasta 2002, logrando dos victorias y ocho top 5. Su mejores resultados de campeonato fueron un tercero en 2002 y un quinto en 2001.